# 勒福加
勒福加（法語：Le Fauga，法語發音：[lə foɡa]）是法国上加龙省的一个市镇，属于米雷区。

## 地理
勒福加（43°23'47"N, 1°17'39"E）面积8.92 平方千米，位于法国奧克西塔尼大區上加龙省，该省份为法国西南部内陆省份，西南端与西班牙接壤，自此顺时针与上比利牛斯省、热尔省、塔恩-加龙省、塔恩省、奥德省和阿列日省接壤。
与勒福加接壤的市镇（或旧市镇、城区）包括：米雷、莱兹河畔博蒙、拉韦尔诺斯-拉卡斯、莫扎克、诺埃、圣伊莱尔。

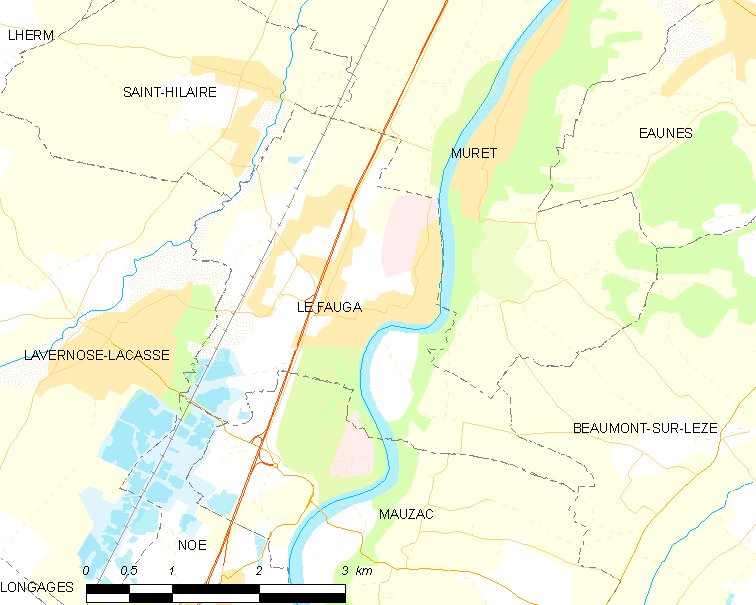
勒福加的OSM定位图

勒福加的时区为UTC+01:00、UTC+02:00（夏令时）。

## 行政
勒福加的邮政编码为31410，INSEE市镇编码为31181。

## 政治
勒福加所属的省级选区为米雷县。

## 人口

1962-2008年间勒福加人口变化图示

勒福加于2022年1月1日时的人口数量为2509人。